# 窄鬍魁蛤
帚形须蚶（学名：Barbatia cometa），中国大陆称作帚形鬚蚶，台湾称作窄鬍魁蛤，是魁蛤目魁蛤科胡魁蛤属的一种。主要分布于越南、中国大陆、台湾，常栖息在潮间带至潮下带。